# 22599 Heatherhall
22599 Heatherhall è un asteroide della fascia principale. Scoperto nel 1998, presenta un'orbita caratterizzata da un semiasse maggiore pari a 2,3360312 UA e da un'eccentricità di 0,1268702, inclinata di 6,67159° rispetto all'eclittica.